# هرمزان
هُرمُزان (به فارسی میانه: Hormazdān) یک اشراف‌زاده ایرانی بود، که به عنوان استاندار خوزستان در دوران سلطنت یزدگرد سوم خدمت می‌کرد، او پس از سقوط شوشتر در سال ۶۴۲ به اسارت مسلمانان درآمد و دو سال بعد به اتهام مشارکت در قتل خلیفه عمر کشته شد.

## زندگی‌نامه
هرمزان در شهر مهرگان گذک از شهرهای سرزمین پهله زاده شده بود. به‌نظر یوزف مارکوات، نام مهرگان قذق با نام سریانی (خانه مهرک) هیچ ارتباطی ندارد این نام در ارتباط با یکی از قبایل لر است که محل اصلی آن سیمره بوده‌است. با توجه به این نکته می‌توان گفت خاندان هرمزان که از دودمان هفتگانه ایرانی بودند و از ناحیه خوزستان و در شهر شوشتر بود. نخستین جایی که از هرمزان به میان می‌آید در زمان یزدگرد سوم آخرین پادشاه ایران است که یکی از اسپهبدان بود. هرمزان در جنگ قادسیه همراه رستم فرخزاد حضور داشت و فرمانده پیاده‌های ایران در جناح راست ارتش ایران بود که پس از شکست ایرانیان و کشته شدن رستم فرخزاد، بهمن جادویه و گلینوش و … سپاه شکست‌خورده ایران به فرماندهی بهرام رازی، هرمزان و پیروز خسرو به سوی ایران بازگشتند، اما در راه بازگشت و در نزدیکی‌های شهر بابیروش (بابل) تصمیم گرفتند که بار دیگر با اعراب بجنگند و انتقام خون کشته‌شدگان را بگیرند و همچنین مانع حرکت اعراب به سوی تیسفون شوند ولی در این جنگ نیز سربازان تشنه‌لب و بی‌روحیه ایران نیز شکست دوباره خوردند. پس از آن نیز هرمزان با گرد کردن دوباره سپاه قادسیه همراه مهران رازی بار دیگر در نبرد جلولا با اعراب جنگیدند ولی در آن جنگ نیز سپاه ایران شکست خورد و مهران رازی در آن جنگ کشته شد.
پس از شکست ارتش ایران در قادسیه و سقوط تیسفون، و سپس نبرد جلولا، شهرهای اطراف تیسفون با پرداخت جزیه صلح کردند. هرمزان سپس تصمیم گرفت سوی زادگاه خویش خوزستان برود و همچنین آگاهی یافت که مسلمانان در شهر تازه‌تأسیسشان یعنی بصره نیروی آنچنان ندارند. هرمزان در دو درگیری خود با مسلمانان شکست خورد (۱۶ هجری) پس تصمیم گرفت به شوشتر، نزد برادرش شهریار برود و با استفاده از برج و باروی مستحکم شهر شوشتر، جنگ را با اعراب ادامه بدهد. پس بدین منظور رو به شهر شوشتر نهاد و با جمع‌آوری مردم دوستدار شاهنشاه ایران و همچنین آذوقه بسیار وارد شهر شوشتر شد از آنجایی که شوشتر شهری آباد و دارای رودخانه بود توانست در اندک مدتی آذوقه فراوان برای سپاه در داخل شهر جمع‌آوری کند.
پس از آگاهی مسلمانان و همچنین خلیفه اعراب از تجمع نیروهای ایرانی در شهر شوشتر، خلیفه ابوموسی اشعری را با سپاهی بزرگ به جنگ هرمزان و ایرانیان فرستاد. ابوموسی اشعری و سپاه عرب پس از رسیدن به شوشتر سعی کردند شهر را تصرف کنند ولی از آنجایی که شهر دارای برج و باروی مستحکم بود و همچنین سپاهیان ایران که از خود جانفشانی‌های بسیاری می‌کردند، مسلمانان موفق به تصرف شهر نشدند. این درگیری‌ها آغاز جنگ شوشتر محسوب می‌شود.
پس از مدتی که مسلمانان در حمله به شهر نومید و ناموفق بودند پیرمردی که اهل همان حوالی بود به نزد ابوموسی اشعری می‌رود و اظهار می‌کند که یک راه مخفی را می‌شناسد که سپاه مسلمانان می‌تواند بدون جنگ وارد شهر شود. اعراب پس از بررسی کردن آن راه، دسته دسته از همان راه وارد شهر می‌شوند و ایرانیان غافلگیر شده سپاه دشمن را داخل شهر می‌بینند ولی با این وجود به جنگ آنان می‌روند ولی در جنگی که در داخل شهر درمی‌گیرد سپاه کوچک ایران شکست می‌خورد و هرمزان همراه ۹۰۰ تن از سربازان خود به ارگ شهر پناه می‌برد و چون شهر را از دست رفته می‌بیند، ابوموسی به هرمزان پیغام فرستاد که اگر تسلیم شوند، از آنان خواهد گذشت و چون هرمزان بسیار نومید بود تسلیم می‌شود. ابوموسی اشعری هرمزان را پس از جنگ شوشتر به عنوان اسیر به مدینه می‌فرستد.
پس از خیانت یکی از مردمان اطراف شوشتر که راه مخفی به شهر را به مسلمانان نشان داد که موجب سقوط آن شهر شد، به دنبال آن شهر گندی‌شاپور (جندی شاپور) نیز بدون جنگ خود را تسلیم اعراب می‌کند در نتیجه تمام ایالت خوزستان به دست مسلمانان می‌افتد.
پس از رسیدن هرمزان به مدینه او را نزد عمر بن خطاب که در مسجد در خواب بود می‌برند، اعراب با دیدن لباس‌های فاخر هرمزان با دهانی باز به او می‌نگریستند. هرمزان از اعراب می‌پرسد خلیفه کجاست؟ اعراب می‌گویند مگر نمی‌بینی او خلیفه است. عمر از خواب برمی‌خیزد و پس از گفتگو با هرمزان، دستور قتل او را صادر می‌کند. هرمزان قبل از مرگ درخواست آب برای نوشیدن می‌کند، ولی برای وی در ظرف سگان آب آورده و هرمزان از نوشیدن آن آب پرهیز می‌کند و با اعتراض علی بن ابی‌طالب به این کار برای او در ظرف نقره آب آورده و علی از خلیفه دوم قول می‌گیرد تا آب را هرمزان نخورده وی را نکشد. هرمزان نیز ظرف آب را بر زمین ریخته و با حمایت علی و قولی که خلیفه دوم داده بود با علی از مسجد خارج شد. و از مرگ رهایی می‌یابد.
(رسم پاشیدن آب پشت سر مسافر از این واقعه به وجود آمده، البلاذری، فتوح البلدان، به تصحیح دکتر صلاح‌الدین المنجذ)
سپس خلیفهٔ دوم مسلمانان، عمر بن خطاب به هرمزان گفت: «حق این است که از قوم ایرانی بخت برگشته وگرنه پیروزی ما بر این ملت با عقل جور نیست».
پس از اندکی هرمزان مسلمان شد و عمر برای او سالانه دو هزار درهم مقرری تعیین کرد.
آنچه که روی داد توسط جورج راولینسون به‌طور خلاصه به شرح زیر بیان می‌شود:
هرمزان، با به دست آوردن توجه دیگران، تظاهر به تشنگی کرد و یک فنجان آب خواست، که به او داده شد. سپس با نگاه مشکوک به اطراف نگاه کرد، گویی انتظار داشت در هنگام نوشیدن آب با شمشیر سرش بریده شود. عمر گفت: «از هیچ چیز نترس» تا زمانی که آب را ننوشیده‌ای، زندگی شما در امان است. پارسی هوشیار (هرمزان) جام آب را به زمین انداخت و عمر احساس کرد که او حیله خورده‌است، اما باید به قول خود وفا کند.

## کشته شدن هرمزان
هرمزان در سال۲۳ هجری/۶۴۴ میلادی به دلیل گمان عبیدالله بن عمر به قتل پدرش توسط او از پشت سر کشته می‌شود. پسر عمر، همچنین به روایتی همسر و فرزند خردسال ابولؤلؤ را نیز می‌کشد.منابع معتقدند که عبیدالله از سلامت روحی و روانی چندانی برخوردار نبوده‌است و شخصیتی مذموم در خانواده عمر بوده (گفته می‌شود یک بار عمر عبیدالله را به‌خاطر نوشیدن شراب، حد شرعی زد)عمل عبیدالله خلاف شرع تلقی می‌شد و وی نزد سعد ابن ابی‌وقاص مدتی بازداشت بود. اما عثمان وی را مورد عفو قرار داد. علی بن ابی‌طالب و دیگران به‌شدت به او اعتراض کردند و علی تهدید کرد اگر در موقعیت مناسبی قرار گیرد، حکم قصاص را دربارهٔ عبیدالله اجرا خواهد کرد. علی خطاب به عثمان گفت: «این فاسق - اشاره به عبیدالله - را به خون‌خواهی دختری بیگناه و هرمزان بکش که با کشتن مسلمانی بی‌گناه، مرتکب خطایی عظیم شده.»سر انجام عبیدالله در جنگ صفین توسط علی ابن ابی طالب به خونخواهی از هرمزان و همسر و فرزند ابولولو کشته شد.